# 天村祠堂
天村祠堂，位于中国广东省江门市恩平市圣堂镇水塘村天村，为恩平天村党支部旧址所在地。1983年，以“恩平天村党支部旧址”之名列入恩平县文物保护单位。
天村祠堂建于清末。1928年7月,冯燊在圣堂镇天村农会建立了恩平第一个中共党支部—天村党支部，会址设于天村祠堂。